# Nino Casiglio
Antonio detto Casiglio, detto Nino (San Severo, 28 maggio 1921 – San Severo, 16 novembre 1995), è stato uno scrittore, educatore intellettuale italiano.
Vivace intellettuale, ha pubblicato quattro romanzi di alterno successo.
È stato storico Preside del Liceo Scientifico "Giuseppe Checchia Rispoli", dal 1971 al 1972 è stato anche sindaco di San Severo con il Partito Socialista Italiano.

## Biografia
Nino Casiglio nasce il 28 maggio 1921 in una famiglia piccolo-borghese di San Severo. Il padre era un funzionario comunale, la madre una casalinga.
Fin da subito mostra spiccate doti intellettuali, consegue due lauree, prima in Lettere e poi in Filosofia. Sposa "Titina" Antonacci, dal cui matrimonio nascono due figli, Anna Maria e Paolo. Rimarrà vedovo nel 1985, quando la moglie muore prematuramente.
Subito dopo la laurea inizia ad insegnare nel liceo scientifico cittadino, intitolato a Giuseppe Checchia Rispoli, dove diventerà preside per il resto della sua carriera. Muore a 74 anni, il 16 novembre 1995.
È considerato tra uno dei più prominenti intellettuali della Capitanata. Autore di quattro romanzi, all'attività di scrittore e di educatore si unisce l'impegno politico che lo porta a ricoprire la carica di Sindaco tra il 1971 e il 1972. Nel 1972 si dimette da sindaco per onestà intellettuale, non riconoscendo nelle azioni di suoi compagni di partito l'idealismo e i valori di stampo socialisti.
Estratto dal suo discorso d'insediamento a sindaco in merito agli incarichi pubblici:
"che non sono un acquisto privato, destinato a durare il più a lungo possibile come un buon paio di scarpe, bensì un servizio che si assume a tempo determinato, nella previsione di ritornare semplici cittadini e di riassumere il ruolo di spettatori più che di attori, al di là di ogni tentazione di professionismo politico, del quale sono e intendo restare avversario e critico deciso.”

## Opere
Il romanzo d'esordio, Il conservatore (Vallecchi, 1972), ha tratti autobiografici. Il protagonista, l'economista Gaetano Specchia, si pone interrogativi etici e politici, cui risponde con propositi pragmatici e operativi, in un'ottica peraltro pessimistica, restando fedele alle sue scelte intellettuali. È la storia di un uomo onesto sullo sfondo di un Meridione saldamente nelle mani dei furbi, un'opera dalla lezione amara ma con sprazzi incantevoli, di sottile e penetrante malinconia. Specchia, alla fine, perde per gli altri, i furbi, i voltagabbana, gli ipocriti, ma vince la vittoria della coerenza.
Acqua e sale (Rusconi, 1977) segna il vertice del successo di Casiglio, che con questo romanzo vince il Premio Napoli. L'opera narra di un contadino del Sud che, alle prese con una realtà dominata dalla miseria e dall'ingiustizia, si batte per un mondo migliore. Dopo il confino fascista alle isole Tremiti, nel dopoguerra egli si trova costretto a confessare amaramente che è cambiato quello che non doveva cambiare e viceversa.
La strada francesca (Rusconi, 1980), ambientata nel Seicento meridionale, è un'opera filosofico-picaresca piuttosto complessa, una riflessione sul mutamento che, tutt'altro che uniforme, non è necessariamente positivo. Il protagonista del romanzo, un innominato picaro, segue nel suo cammino lo zio, costretto alla fuga dall'Inquisizione, in un viaggio denso di sorprese e di eventi.
La dama forestiera (Rusconi, 1983) ricostruisce con  libertà le vicende dell'eredità dell'ultimo principe di Sansevero, Michele di Sangro, che affidò alla sua compagna, Elisa Croghan, il compito di promuovere lo sviluppo dell'agricoltura locale. È un romanzo gradevole, che pone l'accento sul tema del possesso della terra. Alcune pagine presentano suggestive descrizioni del paesaggio pugliese.
I quattro romanzi, diversi ma legati da un pensiero morale coerente, hanno segnato il cammino artistico di Casiglio. Ad essi si aggiungono i racconti, sia quelli uniti in volume nella silloge La chiave smarrita (Cittadella Est, 1987), sia quelli rimasti estravaganti e pubblicati postumi.
Alla sua opera sono già state dedicate numerose tesi di laurea, in varie università italiane.

## Premi ed Onorificenze
- Premio Napoli (1977) per Il Conservatore;
- Statua a ricordo del suo operato di Preside presso l'Istituto Checchia Rispoli-Tondi di San Severo;
- La casa di produzione di vini e spumanti D'Araprì ha dedicato a "La Dama Foresteria" uno dei suoi spumant i.
- Statua a ricordo dell'intellettuale, educatore e scrittore della Città di San Severo.